# Marie Anne Duclos
Marie Anne Duclos född Châteauneuf 1670, död 1748, var en fransk skådespelerska.
Duclos sjöng först på operan men övergick snart till talscenen och var 1693-1736 anställd vid Théâtre-Français, där hon i sin tids stil lyste som tragedins hjältinna.

## Fotnoter
1. 1 2  Calendrier électronique des spectacles sous l'Ancien Régime et la Révolution, CESAR person-ID: 312052.[källa från Wikidata]
2. ↑  Bibliothèque nationale de France, BnF catalogue général, Bibliothèque nationale de France, läs online och läs online.[källa från Wikidata]